# 먼 향기
「먼 향기」 (遠い匂い)는 진심 브라더스의 YO-KING의 솔로 5번째 싱글이다. 2007년 1월 24일에 발매됐다.

## 해설
솔로로써는, 지난 작품부터 약 2년 3개월만에 릴리스된 싱글로, 앨범 "일상과 팝(日々とポップス)"의 선행싱글이다.
초회사양에는, 제휴 업체의 애니메이션 "은혼"의 와이드 캡 스티커가 부속되어 있다.

## 수록곡
- 전곡 작사・작곡：YO-KING

1. 먼 향기
편곡: YO-KING, 시마다 마사노리
  - TV 도쿄 계열 애니메이션 "은혼" 제 2기[1] 오프닝 테마
2. 리피트 맨
편곡: YO-KING
3. 먼 향기 (Indians Version)
편곡: YO-KING, 시마다 마사노리

## 수록 앨범
- "일상과 팝(日々とポップス)" (2007년 2월 21일)
- 『은혼BEST』 (2009년 3월 25일)